# Joachim I (prawosławny patriarcha Antiochii)
Joachim I – prawosławny patriarcha Antiochii w latach 1199–1219. Podobnie jak jego poprzednicy przebywał na wygnaniu.